# Fuel (Computerspiel)
Fuel ist ein von Asobo Studio entwickeltes Action-Rennspiel, das 2009 erschien.
Hauptmerkmale des Spiels sind laut Publisher Codemasters die riesige und völlig frei befahrbare Spielwelt, die sich über eine Fläche von etwa 14.400 km² erstrecken soll, sowie die komplexe Physik und Dynamik des Spiels. Grundlage für das Spiel ist die 2005 vorgestellte, ebenfalls von Asobo Studios entwickelte Tech-Demo Grand Raid Offroad.
Die für das Spiel entwickelte Spiel-Engine enthält eine umfangreiche Wettersimulation mit Wirbelstürmen, Regengüssen und andere Wettererscheinungen, die Einfluss auf den Rennverlauf nehmen können.

## Spielwelt
Durch Auswirkungen des Klimawandels und der Erderwärmung, die durch Umweltverschmutzung und Raubbau verursacht wurde, ist die Erde des Spiels, das in einer alternativen Gegenwart angesiedelt ist, nahezu unbewohnbar. Das in Fuel befahrbare Areal ist im Westen der USA, zwischen der zerklüfteten Pazifikküste und der Wüste Nevadas angesiedelt. Ebenso sollen schneebedeckte Bergregionen, aber auch dichte Wälder und verlassene Siedlungen be- und durchfahren werden können.
In dieser alternativen Gegenwart herrscht akuter Treibstoffmangel. Dieser Mangel bildet auch die Grundlage für den Rennsport. Durch Siege in den Rennen erhält man als Belohnung den knappen Treibstoff. Es wird fast immer abseits der Straßen gefahren. Das Rennziel ist ein möglichst schnelles Abfahren von Checkpoints, wobei der Spieler entscheiden kann, wie er zwischen den einzelnen Punkten fährt. Auch ist es möglich Abkürzungen zu nutzen, solange einem dadurch kein zu starker Vorteil entsteht. Hilfe bei der Auswahl der richtigen Route ist mittels GPS möglich. Durch Tag- und Nachtwechsel soll das Renngeschehen ebenso beeinflusst werden, wie durch Naturkatastrophen und Extremwetter-Situationen.
Bis zu 16 Fahrer sollen in Einzel- und Mehrspielerrennen bei wechselnden Sicht- und Wetterverhältnissen gegeneinander fahren können. Hierzu sollen dem Spieler 75 verschiedene Fahrzeuge, die in die Kategorien Motorräder, Quads, SUVs und LKWs unterteilt sind, zur Verfügung stehen.

## Rezeption
Alle Maßnahmen das Spiel zugänglicher zu machen, drückten letztendlich den Spielspaß. Die Fahrphysik sei zu stark vereinfacht. Die Spielwelt sei groß, detailliert und beeindrucke mit weiter Sicht in die Ferne. Sie diene jedoch lediglich als spielerisch bedeutungslose Kulisse für die Rennen. Kollisionsverhalten, Fahrgefühl, Spielphysik sowie die Optik blieben unterhalb der Erwartungen.

## Trivia
Mit einer Fläche von 14.400 km² und einer Länge des Straßennetzes von 160.000 km ist Fuel das Spiel mit der bislang größten Fläche, wodurch es einen Eintrag in der Gamer’s Edition des Guinness-Buch der Rekorde erhält.